# DJ Zany
Pour les articles homonymes, voir Zany.
DJ Zany, de son vrai nom Raoul van Grinvsen le 11 mai 1974 à Veldhoven aux Pays-Bas, est un producteur et disc jockey de hardstyle néerlandais. Il est membre du label discographique Fusion Records, parmi DJ Pavo et DJ Duro notamment, composant essentiellement du hardstyle. Avec Jowan et MC DV8, il compose le groupe The Donkey Rollers, alors qu'avec Walt, membre de Showtek, ils sont les Southstylers. Au fil de sa carrière, il figure à de nombreuses reprises dans le top 10 néerlandais sous de nombreux noms de scène. Il collaborera également avec d'autres artistes populaires du genre hardstyle tels que The Prophet, Showtek, The Beholder, DJ Isaac et Conssors. Il a participé, et participe encore, à un grand nombre de festivals et événements tels que Qlimax, Q-base, Defqon 1, In Qontrol, Sensation (festival)#BLACK, Tomorrowland, X-Qlusive, Decibel, Mystery Land et QrimeTime.

## Biographie
Raoul commence sa carrière musicale dans la scène techno hardcore en composant en parallèle de la techno et de la trance. Il est d'abord entraîné par ses frères ainés dans le mouvement de la scène musicale dance, puis commence à travailler au début des années 1990 dans un petit disquaire local appelé Freaky Records,. Durant ce temps, on[Qui ?] pouvait régulièrement trouver Raoul dans des clubs tels que Carte Blanche et Carmen, ainsi que des fêtes aux Big Shadowlands[réf. nécessaire].
En 2006, il mixe l'album 100% Tuning accueilli sur Partyflock par une note moyenne de 67 sur 100. En 2007, il participe à la publication de l'édition 2007 de Defqon.1 Festival. Toujours en 2007, il participe à un mixset de l'album Magic City. Il participe également aux albums HardBass, comme au huitième et au onzième volet. À la fin de 2008, Zany annonce la sortie de son premier album, composé de 18 pistes. L'album sort le 3 novembre 2008 est bien accueilli sur Partyflock.